# Finał Pucharu Ligi Polskiej 2002
Finał Pucharu Ligi Polskiej 2002 – mecze piłkarskie kończące rozgrywki Pucharu Ligi Polskiej 2001/2002 oraz mające na celu wyłonienie triumfatora tych rozgrywek, pomiędzy Legią Warszawa a Wisłą Kraków. Finał został rozegrany systemem pierwszy mecz i mecz rewanżowy. Pierwszy mecz został rozegrany 22 maja 2002 roku na Stadionie Wojska Polskiego w Warszawie, natomiast mecz rewanżowy został rozegrany 26 maja 2002 roku na Stadionie Miejskim w Krakowie. Trofeum po raz 1. wywalczyła Legia Warszawa.

## Droga do finału
| Legia Warszawa | Legia Warszawa        | Legia Warszawa | Runda       | Wisła Kraków | Wisła Kraków                 | Wisła Kraków |
| Data           | Przeciwnik            | Wynik          | Runda       | Data         | Przeciwnik                   | Wynik        |
| -------------- | --------------------- | -------------- | ----------- | ------------ | ---------------------------- | ------------ |
| 29.08.2001     | Górnik Zabrze         | 1:1            | IV runda    | 29.08.2001   | KSZO Ostrowiec Świętokrzyski | 3:2          |
| 03.10.2001     | Górnik Zabrze         | 1:1 (k. 5:3    | IV runda    | 03.10.2001   | KSZO Ostrowiec Świętokrzyski | 4:0          |
| 27.03.2002     | Odra Wodzisław Śląski | 1:0            | Ćwierćfinał | 26.03.2002   | Zagłębie Lubin               | 2:1          |
| 16.04.2002     | Odra Wodzisław Śląski | 1:3            | Ćwierćfinał | 16.04.2002   | Zagłębie Lubin               | 2:0          |
| 15.05.2002     | RKS Radomsko          | 1:0            | Półfinał    | 14.05.2002   | GKS Katowice                 | 5:2          |
| 19.05.2002     | RKS Radomsko          | 2:0            | Półfinał    | 18.05.2002   | GKS Katowice                 | 3:0          |

## Tło
Legia Warszawa i Wisła Kraków były wówczas najlepszymi polskimi klubami. Drużyna Białej Gwiazdy dwa tygodnie wcześniej triumfowała w Pucharze Polski 2001/2002 po wygranej rywalizacji w finale z Amicą Wronki (4:2, 4:0).

## Finał
| Drużyna 1      | Wynik dwumeczu | Drużyna 2    | Pierwszy mecz | Drugi mecz |
| -------------- | -------------- | ------------ | ------------- | ---------- |
| Legia Warszawa | 4:2            | Wisła Kraków | 3:0           | 1:2        |

### Pierwszy mecz

#### Przebieg meczu
Mecz odbył się 22 maja 2002 roku o godz. 20:00 na Stadionie Wojska Polskiego w Warszawie. Sędzią głównym spotkania był Piotr Święs. Drużyna Białej Gwiazdy stosowała atak pozycyjny, co przewidział trener grającej w niepełnym podstawowym składzie drużyny Wojskowych, Dragomir Okuka, który nakazał grać uważnie w obronie, nastawiając swoją drużynę na kontry.
Już w 5. minucie po ograniu zawodnika drużyny Białej Gwiazdy, Bogdana Zająca, okazję do zdobycia gola miał napastnik drużyny Wojskowych, Radosław Wróblewski, jednak oddał niecielny strzał z ostrego kąta. Drużyna Białej Gwiazdy również przeprowadziła kilka ciekawych akcji, jednak były one powstrzymywane przez zawodników drużyny przeciwnej: bramkarza Radostina Stanewa i obrońcę Siergieja Omeljańczuka oraz sędziego liniowego, który sygnalizował pozycję spaloną.
W 11. minucie jednak przed szansą zdobycia gola stanął napastnik drużyny Tomasz Frankowski, który otrzymał dobre podanie od Kamila Kosowskiego, jednak zamiast strzelać zdecydował się na zwód, który powstrzymał kierujący obroną Marek Jóźwiak. W 12. minucie po raz pierwszy dał o sobie znać sędzia Piotr Święs, który nie zauważył przewinienia na zawodniku drużyny Białej Gwiazdy, Bogdanie Zającu, piłkę przejęła drużyna Wojskowych i sytuację faulem ratował obrońca drużyny przeciwnej, Kamil Kuzera, za co otrzymał żółtą kartkę.
W 14. minucie na samotny rajd zdecydował się Marcin Baszczyński, który oddał mocny strzał z 35 metrów, jednak trafiła w poprzeczkę. W odpowiedzi, w 16. minucie zawodnik drużyny Wojskowych, Tomasz Sokołowski I oddał groźny strzał z 25 metrów, jednak bramkarz drużyny przeciwnej, Artur Sarnat odbił piłkę na róg. W 17. minucie ten sam zawodnik po rzucie rożnym wykonanym przez Adama Majewskiego wbiegł na pole karne, po czym efektownym wolejem uderzył z ostrego kąta, zdobywając gola na 1:0. Po stracie gola drużyna Białej Gwiazdy ruszyła do ataku. Okazję do zdobycia goli mieli Kamil Kosowski oraz Tomasz Frankowski, jednak obrona drużyny przeciwnej do końca pierwszej połowy skutecznie zapobiegali utracie gola.
Druga połowa rozpoczęła się od ataków drużyny Białej Gwiazdy, jednak obrona drużyny przeciwnej ponownie skutecznie zapobiegała utracie gola. W 67. minucie po wykonaniu rzutu rożnego przez drużynę Białej Gwiazdy na przedpole bramki zagrał Mirosław Szymkowiak, jednak nie zastał nim kolegów ze swojej drużyny, co wykorzystał zawodnik drużyny przeciwnej, Aleksandar Vuković, który podał do Radosława Wróblewskiego, który mimo rozpaczliwej pogoni zawodnika drużyny Białej Gwiazdy, Kazimierza Moskala, strzelił w kierunku bramki drużyny przeciwnej, podwyższając wynik na 2:0. Trener drużyny Białej Gwiazdy, Henryk Kasperczak próbował ratować sytuację wprowadzając Grzegorza Kaliciaka za Kamila Kuzerę oraz Mauro Cantoro za Grzegorza Patera w 68. minucie, jednak one nic nie dały. W 83. minucie zawodnik drużyny Wojskowych, Aleksandar Vuković ograł Grzegorza Kaliciaka, dośrodkowując do Stanko Svitlicy, który swoim strzałem ustalił wynik meczu na 3:0. 

### Szczegóły meczu
| 22 maja 2002 20:00 | Legia Warszawa · Sokołowski I 17' · Wróblewski 67' · Svitlica 83' | 3:01:0Raport | Wisła Kraków | Stadion Wojska Polskiego, Warszawa Widzów: 8 000 Sędzia: Piotr Święs (Katowice) |
|                    |                                                                   |              |              |                                                                                 |

| Legia Warszawa: |  |                      |              |     |
|                 |  |                      |              |     |
| BR              |  | Radostin Stanew      |              |     |
| OB              |  | Marek Jóźwiak        | Żółta kartka |     |
| OB              |  | Siergiej Omeljańczuk |              |     |
| OB              |  | Wojciech Szala       | Żółta kartka |     |
| PO              |  | Tomasz Sokołowski I  |              | 79' |
| PO              |  | Marjan Gerasimowski  |              |     |
| PO              |  | Adam Majewski        |              |     |
| PO              |  | Aleksandar Vuković   |              |     |
| PO              |  | Tomasz Kiełbowicz    |              |     |
| NA              |  | Stanko Svitlica      |              | 84' |
| NA              |  | Radosław Wróblewski  | Żółta kartka |     |
| Zmiany:         |  |                      |              |     |
| OB              |  | Sebastian Nowak      |              | 79' |
| NA              |  | Moussa Yahaya        |              | 84' |
| NA              |  | Łukasz Mierzejewski  |              | 90' |
| Trener:         |  |                      |              |     |
| Dragomir Okuka  |  |                      |              |     |

| Wisła Kraków:     |  |                     |              |     |
|                   |  |                     |              |     |
| BR                |  | Artur Sarnat        |              |     |
| OB                |  | Kamil Kuzera        | Żółta kartka | 68' |
| OB                |  | Bogdan Zając        |              |     |
| OB                |  | Mariusz Jop         |              |     |
| OB                |  | Marcin Baszczyński  |              | 90' |
| PO                |  | Grzegorz Pater      |              | 68' |
| PO                |  | Kazimierz Moskal    |              |     |
| PO                |  | Mirosław Szymkowiak |              |     |
| PO                |  | Kamil Kosowski      |              |     |
| PO                |  | Kalu Uche           |              |     |
| NA                |  | Tomasz Frankowski   |              |     |
| Zmiany:           |  |                     |              |     |
| OB                |  | Grzegorz Kaliciak   |              | 68' |
| PO                |  | Mauro Cantoro       |              | 68' |
| PO                |  | Sunday Ibrahim      |              | 90' |
| Trener:           |  |                     |              |     |
| Henryk Kasperczak |  |                     |              |     |

### Rewanż

#### Przebieg meczu
Mecz odbył się 26 maja 2002 roku o godz. 20:30 na Stadionie Miejskim w Krakowie. Sędzią głównym spotkania był Ryszard Wójcik. Na stadionie pojawiło się zaledwie 7 000 widzów, gdyż po pierwszym meczu kibice drużyny Białej Gwiazdy nie wierzyli w odrobienie strat. Drużyna gospodarzy od razu ruszyła do ataku. Już w 12. minucie okazję do zdobycia gola miał Tomasz Kulawik, jednak strzał z 10 metrów ze szczupaka minimalnie przeleciał obok bramki. Chwilę później do ataku przeszła drużyna Wojskowych, Rafał Siadaczka podał do Adama Majewskiego, jednak jego strzał z dogodnej pozycji obronił bramkarz drużyny przeciwnej, Ivan Trabalík, natomiast dobitkę Moussy Yahayi dobił Grzegorz Kaliciak.
W 25. minucie na pole karne wpadł Tomasz Frankowski i gdy nie miał już praktycznie szans na dogonienie piłki przed linią końcową, podciął go Sebastian Nowak, po czym został podyktowany rzut karny, którego poszkodowany zawodnik jednak nie wykorzystał. Nowak w 31. minucie, po dośrodkowaniu Grzegorza Patera, oddał mocny strzał głową, po czym piłka wpadła do bramki po rękach bramkarza, Radostina Stanewa. Drużyna Białej Gwiazdy kilka minut później mogła podwyższyć wynik, jednak atak Tomasza Kulawika został ostro powstrzymany przez Tomasza Sokołowskiego, w wyniku czego obaj zawodnicy długo leżeli na murawie. Przed końcem pierwszej połowy okazję do zdobycia goli mieli zawodnicy drużyny Wojskowych: Stanko Svitlica i Aleksandar Vuković.
W 52. minucie Kalu Uche podał do Tomasza Kulawika, który podał do Kamila Kosowskiego, który uderzył wolejem pod poprzeczkę, nie dając żadnych szans bramkarzowi Radostinowi Stanewowi, podwyższając wynik na 2:0. Wkrótce drużyna Białej Gwiazdy bardziej skupiała się na grze w ataku, zapominając o grze w obronie, co wykorzystał zawodnik drużyny Wojskowych, Tomasz Kiełbowicz, który dośrodkował wprost na głowę Moussy Yahayi, który zdobył kontaktowego gola dla swojej drużyny na 2:1.

#### Szczegóły meczu
| 26 maja 2002 20:30 | Wisła Kraków · Frankowski 31' · Kosowski 52' | 2:11:0Raport | Legia Warszawa · 76' Yahaya | Stadion Miejski, Kraków Widzów: 7 000 Sędzia: Ryszard Wójcik (Opole) |
|                    |                                              |              |                             |                                                                      |

| Wisła Kraków:     |  |                     |              |     |
|                   |  |                     |              |     |
| BR                |  | Ivan Trabalík       |              |     |
| OB                |  | Mariusz Jop         |              |     |
| OB                |  | Bogdan Zając        | Żółta kartka |     |
| OB                |  | Kazimierz Moskal    |              |     |
| OB                |  | Grzegorz Kaliciak   |              |     |
| PO                |  | Grzegorz Pater      |              |     |
| PO                |  | Mirosław Szymkowiak |              |     |
| PO                |  | Tomasz Kulawik      |              | 70' |
| PO                |  | Kamil Kosowski      |              |     |
| NA                |  | Tomasz Frankowski   |              |     |
| NA                |  | Kalu Uche           |              |     |
| Zmiany:           |  |                     |              |     |
| PO                |  | Ryszard Czerwiec    |              | 70' |
| Trener:           |  |                     |              |     |
| Henryk Kasperczak |  |                     |              |     |

| Legia Warszawa: |  |                      |              |     |
|                 |  |                      |              |     |
| BR              |  | Radostin Stanew      | Żółta kartka |     |
| OB              |  | Sebastian Nowak      | Żółta kartka |     |
| OB              |  | Siergiej Omeljańczuk |              |     |
| OB              |  | Marek Jóźwiak        |              |     |
| OB              |  | Rafał Siadaczka      |              |     |
| PO              |  | Tomasz Sokołowski I  | Żółta kartka |     |
| PO              |  | Adam Majewski        |              |     |
| PO              |  | Aleksandar Vuković   |              | 90' |
| PO              |  | Tomasz Kiełbowicz    |              |     |
| NA              |  | Moussa Yahaya        |              |     |
| NA              |  | Stanko Svitlica      |              |     |
| Zmiany:         |  |                      |              |     |
| PO              |  | Mariusz Zganiacz     |              | 90' |
| Trener:         |  |                      |              |     |
| Dragomir Okuka  |  |                      |              |     |

| Puchar Ligi Polskiej 2001/2002 Zwycięzcy |
| ---------------------------------------- |
| Legia Warszawa 1. Tytuł                  |

## Po finale
Mecz zakończył się wygraną Wisły Kraków 2:1, jednak w wyniku dużej straty w pierwszym meczu, triumfatorem rozgrywek została Legia Warszawa, która na oczach gwizdzących kibiców drużyny przeciwnej, odebrała czek na 1 450 000 złotych, natomiast Wisła Kraków odebrała czek na 1 150 000 złotych.